# Charles Cumberworth
Charles Cumberworth, né à Verdun le 17 février 1811 et mort à Enghien-les-Bains le 18 mai 1852,, est un sculpteur français.

## Biographie
Élève de Jean-Jacques Pradier à l’École des beaux-arts de Paris (1829), on lui doit des objets en bronze, des vases, des pendules et des candélabres. Ses sculptures les plus célèbres sont L'Amour de soi (musée des beaux-arts de La Rochelle), Lesbie et son moineau (Paris, musée du Louvre) et Paul et Virginie (1851).
Il exposa au Salon de Paris de 1833 à 1848.